# Tussebrekka
Der Tussebrekka (norwegisch für Koboldhang) ist ein 10 km langer Eishang im ostantarktischen Königin-Maud-Land. Im Mühlig-Hofmann-Gebirge liegt er an der Südwestflanke des Kopfendes des Lunde-Gletschers.
Norwegische Kartographen, die ihn auch benannten, kartierten ihn anhand von Vermessungen und Luftaufnahmen der Dritten Norwegischen Antarktisexpedition (1956–1960).